# مقهى البرازيلية
مقهى البرازيلية إحدى مقاهي بغداد المشهورة والعريقة, تقع في وسط شارع الرشيد باتجاه الباب الشرقي, كانت مجمع لطلبة الكليات والطبقة المثقفة والأدباء والشعراء, يلتقون في هذه المقهى ويتحلقون حول طاولات محددة لأدباء وسياسيين بعينهم ليتبادلوا أخر أخبار الأدب والثقافة والتي لا تخلوا من تحاورات سياسية.
ارتادها رواد حركة الشعر الحر مثل بدر شاكر السياب عند حضوره إلى بغداد وبلند الحيدري وعبد الرزاق عبد الواحد ورشيد ياسين وسليمان العيسى وعبد الوهاب البياتي وغيرهم، يرتشفون القهوة البرازيلية المشهورة والتي يحضّرها عامل متخصص مستخدمًا المكينات المخصصة لتحضير القهوة على البخار المستوردة منذ أربعينيات القرن العشرين أو كوب الشاي (وليس أستكان الشاي المفضل أرتشاف الشاي به في العراق). أن هذه المقهى هي الوحيدة التي لم يكن تقدم لزبائنها الأرجيلة وطاولة النرد. كما أن المقهى كانت تقدم الحلويات على أنواعها المستوردة من لبنان والتي عرفها المصطافون العراقيون في لبنان. صاحبها عمر بدوي الصباغ لبناني منحته الحكومة العراقية الجنسية تقديرًا لخدماته.
وفي هذه المقهى افتتح مسار الحركة التشكيلية العراقية على أيدي جواد سليم وجماعته، فكتب في مذكراته بعد لقائه بالفنانين البولونيين، تلامذة الفرنسي بونار، في تلك المقهى قال: «الآن عرفتُ اللون. الآن عرفتُ الرسم».
كذلك من رواد هذه المقهى هم أغلب ساسة العراق أبان الحكم الملكي أمثال نوري السعيد.
واشتهرت هذه المقهى في شارع الرشيد وفروعها في الباب الشرقي في أعوام الأربعينيات والخمسينيات بإعداد قهوة إسبريسو و سَقْيِها للزبائن، وكانت متميزة بطعمها اللذيذ.
قد لا يكون هناك طالب جامعي في تلك الحقبة الذهبية من تاريخ العراق لم يرتاد تلك المقهى للدراسة مع زملائه والإطلاع على آخر أخبار السياسة والأدب والثقافة ومطالعة الصحف والمجلات التي توفرها المقهى.

## اقرأ أيضًا
- مقاهي بغداد
- مقهى الزهاوي
- مقهى الشابندر
- مقهى رضا علوان